# Investigace.cz
Investigace.cz — чеський неприбутковий новинний сайт, який публікує журналістські розслідування. Журналісти сайту зосереджений на розслідуваннях міжнародної організованій злочинності та корупції.

## Про сайт
Сайтом керує Чеський центр журналістських розслідувань, заснованим 2013 року його нинішнім директором Павлою Холковою. Чеський центр розслідувальної журналістики — єдиний чеський член міжнародної мережі «Проєкт звітності про організовану злочинність та корупцію» та єдиний чеський партнер Міжнародного консорціуму журналістів-розслідувачів.

## Справи

### Панамські документи
Під час журналістського розслідування міжнародної справи про Панамські документи Міжнародний консорціум журналістів-розслідувачів обрав команду investigace.cz як партнера для дослідження документів, що стосуються Чехії. Для роботи з великими об'ємами даних, investigace.cz створив та координував тимчасову слідчу групу, до складу якої входили журналісти Чеського телебачення, Hlídací pas, Prava, MF Dnes, Hospodářské noviny, Лідове новіни, Чеського радіо та Саміздату [Архівовано 16 лютого 2020 у Wayback Machine.]. 2017 року Міжнародний консорціум журналістів-розслідувачів отримав Пулітцерівську премію за розслідування цієї справи.

### Співпраця з азербайджанською журналісткою Хаджією Ісмаїловою
2013 року Investigace.cz співпрацював з азербайджанським журналістом Хадіджею Ісмаїловою та Радіо «Вільна Європа» для виявлення ділових зв'язків азербайджанської президентської родини Алієвих. Дослідницька робота показала, що родина Алієвих має приховані доходи за межами Азербайджану і, серед іншого, володіє віллою вартістю мільйон євро у Карлових Варах. Колектив журналістів отримав нагороду Global Shining Light за ці статті.

### Діяльність італійської мафіїНдрангетав Словаччині
Investigace.cz спільно зі словацьким журналістом Яном Куцяком досліджував вплив калабрійської мафії Ндрангет у Словаччині. "Ндрангет мав зв'язок із кабінетом уряду Словаччини, через помічника колишнього прем'єр-міністра Роберта Фіцо вони співпрацювали з Марією Трошковою та представником SMER Вільямом Ясашем. Яна Куцяка було вбито 2018 року, це вбивство спровокувало хвилю протестів по всій Словаччині, що призвело до політичної кризи й, зрештою, до падіння уряду та відставки прем'єр-міністра Роберта Фіцо.
За низку статей про діяльність мафії «Ндрангет у Словаччині» investigace.cz разом з партнерами 2018 року отримав чесько-словацьку громадську премію.

### Milton Group
Наприкінці 2019 року Центр разом з іншими брав участь у журналістському розслідуванні злочинної діяльності української компанії Milton Group, яка під виглядом інвестицій виманює гроші у тисяч людей по всьому світу.

### Зовнішні посилання
- Офіційний сайт [Архівовано 8 квітня 2020 у Wayback Machine.]